# Anpō
Anpō (安法) est un poète et moine bouddhiste japonais du milieu de l'époque de Heian, plus précisément durant la seconde moitié du  Xe siècle. Son nom laïc, avant de se faire moine donc, est Minamoto no Shitagō (源趁) (à ne pas confondre avec le poète Minamoto no Shitagō (源順) qui vit à la même époque et fait partie des trente-six grands poètes). Son père est Minamoto no Hajime et sa mère, la fille de Ōnakatomi no Yasunori. Il est le petit-fils de Minamoto no Tōru. Il fait partie des trente-six poètes dont les noms sont mentionnés dans la liste anthologique Chūko Sanjūrokkasen.
Il devient moine bouddhiste quand la fortune familiale est dilapidée par son père et décide de vivre dans la résidence de « Wakara no In. »  Il est nommé bettō du temple Tennō-ji en 989.
En tant que poète waka, il participe à un utaawase (concours de waka) en 962. Il est en relation avec les poètes Minamoto no Shitagō, Kiyohara no Motosuke, Taira no Kanemori et le moine Egyō. Sa collection personnelle de poèmes s'intitule Anpō Hōshi-shū (安法法師集). Douze de ses poèmes sont inclus dans diverses anthologies impériales dont le Shūi Wakashū.

## Source de la traduction
- (es) Cet article est partiellement ou en totalité issu de l’article de Wikipédia en espagnol intitulé « Anpō » (voir la liste des auteurs).